# Calandrinia
Calandrinia es un género de la familia Montiaceae anteriormente clasificado en las portulacáceas. Las especies de este género son nativas de Argentina (en islas Malvinas), Australia, Chile, Ecuador y oeste de Norteamérica. Incluye alrededor de 150 especies de herbáceas anuales con bonitas y coloridas flores en tonalidades de rojo a púrpura y blanco.  

## Descripción
Son plantas perennes y anuales que alcanzan un tamaño de hasta 1 m de altura. Las hojas son carnosas y las flores se producen en inflorescencias agrupadas en la parte superior por lo general en tallos ramificados. La flor con y pétalos de  color rojo o púrpura, raramente blanco. La fruta contiene de varios a 20 semillas.

## Taxonomía
Calandrinia fue descrito por Carl Sigismund Kunth y publicado en Nova Genera et Species Plantarum (folio ed.) 6: 62. 1823.
Etimología
Calandrinia: nombre genérico que fue nombrado en honor de Jean Louis Calandrini, botánico suizo del siglo XVIII.

## Especies aceptadas
A continuación se brinda un listado de las especies del género Calandrinia aceptadas hasta marzo de 2015, ordenadas alfabéticamente. Para cada una se indica el nombre binomial seguido del autor, abreviado según las convenciones y usos.	
| - Calandrinia acaulis Kunth - Calandrinia acuminata Phil. - Calandrinia aegialitis F.Phil. ex Phil. - Calandrinia affinis Gillies ex Arn. - Calandrinia alba (Ruiz & Pav.) DC. - Calandrinia arenicola Syeda - Calandrinia argentea Phil. - Calandrinia balonensis Lindl. - Calandrinia bandurriae Phil. - Calandrinia biflora Meyen - Calandrinia bracteosa Phil. - Calandrinia brevipedata F.Muell. - Calandrinia breweri S.Watson - Calandrinia caesia F.Phil. ex Phil. - Calandrinia caespitosa Gillies ex Arn. - Calandrinia calycotricha Phil. - Calandrinia calyptrata Hook.f. - Calandrinia carolinii Herschl. & D.I.Ford - Calandrinia ciliata (Ruiz & Pav.) DC. - Calandrinia colchaguensis Barnéoud - Calandrinia compacta Barnéoud - Calandrinia composita (Nees) Benth. - Calandrinia compressa Schrad. ex DC. - Calandrinia conferta Gillies ex Arn. - Calandrinia corrigioloides F.Muell. ex Benth. - Calandrinia corymbosa Walp. - Calandrinia crassifolia Phil. - Calandrinia creethae Tratman ex Morrison - Calandrinia crispisepala Obbens - Calandrinia cygnorum Diels - Calandrinia cylindrica Poelln. - Calandrinia depressa Phil. - Calandrinia dielsii Poelln. - Calandrinia dipetala J.M.Black - Calandrinia disperma J.M.Black - Calandrinia eremaea Ewart - Calandrinia filifolia Rydb. - Calandrinia galapagosa H.St.John - Calandrinia glaucopurpurea Reiche - Calandrinia gracilis Benth. - Calandrinia graminifolia Phil. - Calandrinia granulifera Benth. - Calandrinia heterophylla Rydb. - Calandrinia hirtella Phil. - Calandrinia involucrata Phil. - Calandrinia kalanniensis Obbens - Calandrinia lancifolia Phil. - Calandrinia lehmannii Endl. - Calandrinia leucopogon Phil. - Calandrinia leucotricha Phil. - Calandrinia liniflora Fenzl - Calandrinia litoralis Phil. | - Calandrinia maryonii S.Moore - Calandrinia meyeniana Walp. - Calandrinia minima (Miers ex Colla) Bertero ex Steud. - Calandrinia minutissima Barnéoud - Calandrinia monandra (Ruiz & Pav.) DC. - Calandrinia monogyna Poelln. - Calandrinia morrisae Goy - Calandrinia mucronulata Meyen - Calandrinia multicaulis Phil. - Calandrinia nana Phil. - Calandrinia nitida (Ruiz & Pav.) DC. - Calandrinia papillata Syeda - Calandrinia pauciflora Phil. - Calandrinia pickeringii A.Gray - Calandrinia pilosiuscula DC. - Calandrinia pleiopetala F.Muell. - Calandrinia poeppigiana Walp. - Calandrinia pogonophora F.Muell. - Calandrinia polyandra (Hook.) Benth. - Calandrinia polyclados Phil. - Calandrinia polypetala Fenzl - Calandrinia porifera Syeda - Calandrinia primuliflora Diels - Calandrinia procumbens Moris - Calandrinia ptychosperma F.Muell. - Calandrinia pumila (Benth.) F.Muell. - Calandrinia quadrivalvis F.Muell. - Calandrinia remota J.M.Black - Calandrinia reticulata Syeda - Calandrinia sanguinea Phil. - Calandrinia schistorhiza Morrison - Calandrinia setosa Phil. - Calandrinia sitiens I.M.Johnst. - Calandrinia solisi Phil. - Calandrinia spectabilis Otto & A.Dietr. - Calandrinia spergularina F.Muell. - Calandrinia sphaerophylla J.M.Black - Calandrinia spicata Phil. - Calandrinia spicigera Phil. - Calandrinia stagnensis J.M.Black - Calandrinia stenogyna Domin - Calandrinia strophiolata (F.Muell.) F.Muell. - Calandrinia taltalensis I.M.Johnst. - Calandrinia tepperiana W.Fitzg. - Calandrinia translucens Obbens - Calandrinia tricolor Phil. - Calandrinia tumida Syeda - Calandrinia uniflora F.Muell. - Calandrinia villanuevae Phil. - Calandrinia villaroelii Phil. - Calandrinia virgata Phil. - Calandrinia volubilis Benth. |